# Ana od Hohenstaufena
Ana od Hohenstaufena (1230. – travanj 1307.) bila je nicejska (bizantska) carica, nasljednica Irene Laskaris te prethodnica Elene Bugarske. Bila je nazvana po svojoj baki, Konstanci od Sicilije.
Rođena je 1230. kao Konstanca, kći cara Fridrika II., koji je bio i kralj Sicilije. Majka joj je bila očeva konkubina Blanka Lancija. Konstancin je brat bio kralj Manfred Sicilski, muž bizantske princeze Helene Anđeline.
Konstanca se udala za nicejskog cara Ivana III. Duku Vataca (grčki Iōannēs III Doukas Vatatzēs). Vjenčali su se 1244. Konstancino je ime bilo neobično Grcima te je ona uzela drugo ime, Ana. Ana i njen muž car nisu imali djece.
Nakon smrti cara Ivana, njegov je sin Teodor II. Duka Laskaris postao novi car Nicejskog Carstva. Anin je otac već bio mrtav.
Mihael VIII. Paleolog se zaljubio u Anu te ju je htio oženiti, ali ona ga je odbila. Ana je krenula 1263. prema Siciliji. Neko je vrijeme živjela na dvoru svog brata Manfreda, a nakon njegove je smrti otišla na dvor kralja Jakova I. Aragonskog. Tamo je bila njena nećakinja, Konstanca Sicilska, kraljica Aragonije. Ona je bila kći Manfredova.
Ana je postala redovnica te je umrla u travnju 1307.